# Eueides tales
Espèce
Eueides tales est un lépidoptère appartenant à la famille des Nymphalidae, à la sous-famille des Heliconiinae et au genre Eueides.

## Taxonomie
Eueides tales a été décrit par Pieter Cramer en 1775 sous le nom de Papilio tales.

### Sous-espèces
- Eueides tales tales au Surinam.
- Eueides tales barcellinus Zikán, 1937 ; au Brésil.
- Eueides tales calathus Stichel, 1909 ; en Équateur.
- Eueides tales cognata Weymer, 1890 ; en Colombie.
- Eueides tales franciscus Brown & Holzinger, 1973 ; au Venezuela.
- Eueides tales guyanensis Lacomme, 2011
- Eueides tales michaeli Zikán, 1937  ; au Pérou.
- Eueides tales pseudeanes Boullet & Le Cerf, 1910 ; au Venezuela.
- Eueides tales pythagoras Kirby, [1900] ; en Colombie.
- Eueides tales surdus Stichel, 1903 ; en Guyana et au Brésil.
- Eueides tales tabernula Lamas, 1985 ; au Pérou.
- Eueides tales xenophanes C. et R. Felder, 1865 ; en Colombie.
- Eueides tales ssp en Guyane et au Brésil[1].

### Noms vernaculaires
Eueides tales se nomme  en anglais.

## Description
C'est un grand papillon orange et marron d'une envergure d'environ 65 mm. Sur le dessus la partie basale des ailes est orange aux antérieures avec un groupe de taches jaunes dans la partie marron et les postérieures sont marron avec des veines orange partant de la partie basale plus ou moins marquées suivant les sous-espèces.
Le revers est semblable en plus terne

### Chenille
Son corps est blanc avec des points noirs et sa tête est orange.

## Biologie

### Plantes hôtes
Les plantes hôtes de sa chenille sont des Passifloraceae.

## Écologie et distribution
Il réside dans le nord de l'Amérique du Sud, en Guyane, en Guyana, au Surinam, en Colombie, au Venezuela, en Équateur, au Pérou et au Brésil.

### Biotope
Son habitat est la forêt jusqu'à 1200 mètres d'altitude.